# Circus approximans
Circus approximans — вид птиц из рода луней. Широко распространён в Австралазии (большая часть Австралии и острова, например, Фиджи, Вануату, Новая Каледония), в том числе распространился и в Новой Зеландии, став одним из видов, выигравших от сведения лесов полинезийцами и европейской колонизации. Известны залёты птицы на субантарктические острова.

## Диета
Питаются наземными и водными птицами, мелкими млекопитающими (например, кроликами), рептилиями, лягушками и рыбой.

## Размножение
В кладке 2-7 (обычно 3-4) яиц.